# The Woods
The Woods ist ein Horrorfilm von Lucky McKee aus dem Jahr 2006. Die Hauptrolle wird von der damals 18-jährigen Nachwuchsschauspielerin Agnes Bruckner gespielt.

## Handlung
Da die 15-jährige Heather immer wieder gegen ihre Mutter rebelliert, wird sie von ihren Eltern in ein Mädcheninternat geschickt. Dort herrscht ein strenges Regime. Als wenn das alles nicht schon schlimm genug wäre, macht ihr die herrschsüchtige Mitschülerin Samantha das Leben schwer. Albträume plagen sie des Nachts. Am Tage vernimmt sie leise Stimmen, die sie negativ beeinflussen wollen. Um ihrer Verzweiflung Luft zu machen, läuft sie in den Wald, wo sie bei Einbruch der Dunkelheit von undefinierbaren Gestalten verfolgt wird. Die anderen Mädchen erzählen ihr, es liege ein Fluch auf der Schule, und warnen sie davor, erneut in den Wald zu gehen. Drei ehemalige Schülerinnen sollen dort ihr Unwesen treiben.
Tatsächlich verschwinden zwei der Mädchen, Ann und Marcy, ohne erkennbaren Grund. Von Ann erfährt Heather zuvor, dass allen Mädchen mit besonderen Fähigkeiten ein schlimmes Schicksal bevorstehe. Auch Heather besitze diese außergewöhnlichen Gaben.
Aufgrund der mysteriösen Vorkommnisse vertraut sich Heathers einstige Erzfeindin ihr an. Die Internatsleitung sei für das Verschwinden der Mädchen verantwortlich, so berichtet Samantha. Stunden später wird Samantha erhängt im Speisesaal gefunden.
Vor ihrem Tod hat sie dafür gesorgt, dass Heathers Eltern ihre Tochter aus dem Internat abholen. Auf dem Weg nach Hause erleiden alle drei einen Autounfall. Heathers Mutter kommt dabei ums Leben. Und dass sich ihr Vater nicht mehr für Heather einsetzen kann, dafür sorgt die Internatsleiterin Ms Traverse bei einem Krankenhausbesuch, indem sie ihn für einige Stunden betäubt. Als er wieder zu Bewusstsein kommt, verlässt er die Klinik (heimlich) in Richtung Internat. Er will seine Tochter nun endgültig aus den Fängen des Internats befreien. 
Sobald alle Mädchen schlafen, beginnt Ms Traverse mit ihrem Ritual, das jeder Schülerin widerfährt, die mit übernatürlichen Fähigkeiten ausgestattet ist. Die Bäume des umliegenden Waldes helfen ihr dabei. Aufdringlich schiebt sich schlängelndes Geäst durch das Fenster des Schlafsaals und umschlingt Heather, sodass sie nicht fliehen kann. Auch die anderen verschwundenen Mädchen tauchen plötzlich im halbdunklen Raum auf. Sie wirken benommen und sind ebenfalls von hölzernen Ranken gefesselt. Heathers Vater dringt bis zum Schlafsaal vor und überreicht seiner Tochter ein mitgebrachtes Beil, das ihr schon in ihren Albträumen erschienen war. Damit tötet sie Ms Traverse und ihre Gefolgschaft.
Durch Traverses Tod – sie hatte sich kurz zuvor als eine der drei Schwestern zu erkennen gegeben, die einst von ihren Mitschülerinnen geschmäht, gedemütigt und in den Wald gejagt wurden – ist der Bann gebrochen. Die hölzernen Gewächse ziehen sich zurück, die inzwischen auch Heathers Vater gefangen hielten. Die restlichen Bewohner des Internats brennen das Haus nieder und machen sich auf den Weg in die nächstgelegene Stadt und damit auch in ein neues Leben.

## Hintergrundinformationen
Das Budget wird auf 12 Mio. Dollar geschätzt. 
Als Filmset diente die McGill University im kanadischen Montreal. Außerdem wurde das Filmstudio der Stadt genutzt (Cité du cinéma).
Im Film wurden alle Lehrer nach Städten benannt, die im Norden der Unteren Halbinsel von Michigan liegen.
M. Night Shyamalan beabsichtigte, einen seiner Filme aus dem Jahr 2004 ebenfalls The Woods zu betiteln. Die Namensgleichheit mit dem hiesigen, der bereits 2003 gedreht wurde, veranlasste ihn zu einer Umbenennung in The Village.

## Filmmusik
- Lesley Gore: Young and Foolish
- Lesley Gore: You Don’t Own Me
- Lesley Gore: Just Let Me Cry
- In the Quiet of the Night
- You Don’t Own Me

Quelle: 

## Kritik
„Für den behäbigen Spannungsaufbau und die fehlenden Extras entschädigen ein furioses Spezialeffekt-Finale und Genre-Ikone Bruce Campbell als besorgter Vater.“